# Francisco Blanco Salcedo
Francisco Blanco Salcedo (1 de janeiro de 1512 – 26 de abril de 1581) foi um prelado católico romano espanhol que serviu como arcebispo de Santiago de Compostela (1574–1581), bispo de Málaga (1565–1574) e bispo de Ourense (1556–1565).

## Biografia
Francisco Blanco Salcedo nasceu em Capillas, em Espanha. No dia 12 de junho de 1556, foi nomeado durante o papado de Paulo IV como Bispo de Ourense. A 23 de agosto de 1556, foi consagrado bispo por Pedro de la Gasca, bispo de Palencia. No dia 13 de abril de 1565, foi nomeado bispo de Málaga durante o papado de Pio IV. A 4 de junho de 1574, foi nomeado durante o papado de Gregório XIII como Arcebispo de Santiago de Compostela, onde serviu como arcebispo até à sua morte a 26 de abril de 1581. Enquanto bispo, foi o principal consagrador de Juan de Sanclemente Torquemada, Bispo de Ourense (1579).